# Muramasa
Muramasa (村正), conegut com Sengo Muramasa, va ser era un famós espaser que va fundar l'escola Muramasa i va viure durant el període Muromachi (segles XIV-XVI) a Kuwana, província d'Ise, al Japó, a l'actual Kuwana.
Malgrat la seva reputació original com a fulles fines afavorides pel shōgun Tokugawa Ieyasu i els seus vassalls, les espases catana fabricades per Muramasa es van convertir gradualment en un símbol del moviment anti-Tokugawa. A més, en la tradició i la cultura popular des del segle XVIII, les espases han estat considerades com a yoto.